# Lanfer Logistik

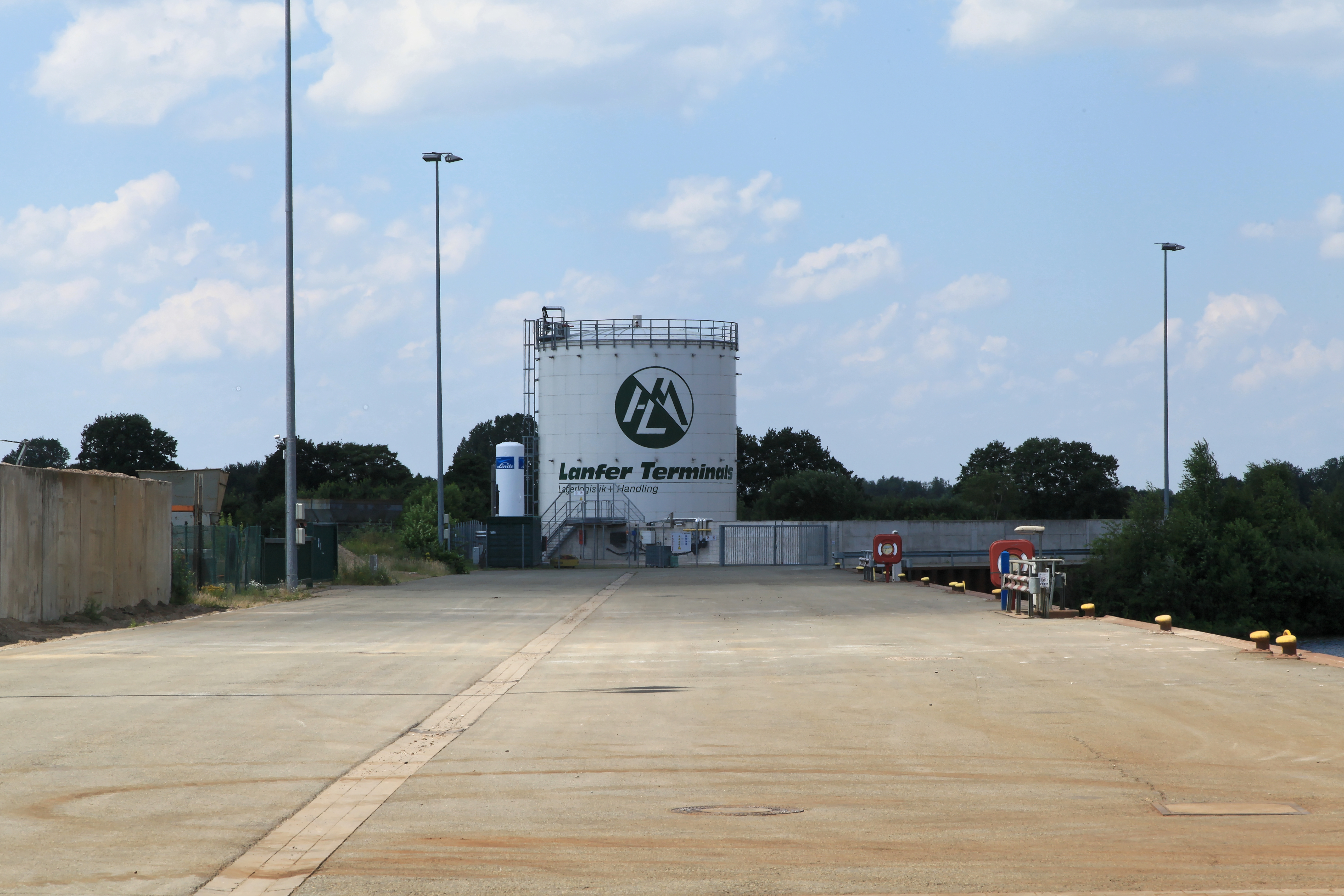
Lanfer-Tank im Eurohafen Emsland

Lanfer Logistik ist ein niedersächsischer Tanklogistik-Dienstleister mit Sitz in Meppen. Das Unternehmen hat sich auf den Transport von Flüssigkeiten, Pulvern und Granulaten für die chemische Industrie und die Lebensmittelindustrie spezialisiert und ist einer der größten Auftragnehmer der BASF für Logistikdienstleistungen. Im Juli 2014 übernahm Lanfer die belgische Wauters Tanktransport N.V.
Die Lanfer-Gruppe unterhielt im Jahr 2020 eine Flotte von über 600 Sattelzugmaschinen, 1000 Tankaufliegern und 3000 Tankcontainern.